# José Alberto Costa
José Alberto Costa (* 31. Oktober 1953 in Porto) ist ein ehemaliger portugiesischer Fußballspieler.

## Karriere

### Verein
Seinen ersten Vertrag unterschrieb er 1971 bei Académica de Coimbra. Der Verein spielte in der höchsten Liga des Landes. Für den Verein absolvierte er 139 Ligaspiele. 1985 wechselte er zum Ligakonkurrenten FC Porto. Für den Verein absolvierte er 144 Erstligaspiele. Mit dem Verein wurde er 1978/79 und 1984/85 portugiesischer Meister. Danach spielte er bei Vitória Guimarães (1985–1986) und Marítimo Funchal (1986–1987). 1987 beendete er seine Karriere als Fußballspieler.

### Nationalmannschaft
Im Jahr 1978 debütierte Costa für die portugiesische Fußballnationalmannschaft. Er hat insgesamt 24 Länderspiele für Portugal bestritten.